# Đại hội Toàn quốc đảng Dân chủ năm 1880
Đại hội Toàn quốc đảng Dân chủ năm 1880 đã được tiến hành từ ngày 22 - ngày 24 tháng 6 năm 1880, tại Cincinnati Music Hall ở Cincinnati, Ohio, Hoa Kỳ đề cử Winfield S. Hancock Pennsylvania vào chức Tổng thống và William H. English của Indiana vào chức Phó Tổng thống trong cuộc bầu cử tổng thống Hoa Kỳ năm 1880.
Sáu người đã chính thức được đề cử tại đại hội, và một số người khác cũng được đề cử. Trong số này, hai ứng cử viên hàng đầu là Hancock và Thomas F. Bayard của Delaware. Không chính thức là một ứng cử viên, nhưng gây ảnh hưởng lớn đối với đại hội, là ứng cử viên của đảng Dân chủ từ năm 1876, Samuel J. Tilden của New York. Nhiều thành viên đảng Dân chủ tin rằng Tilden đã bị tước đoạt một cách bất công khỏi nhiệm kỳ tổng thống năm 1876 và hy vọng sẽ tập hợp xung quanh ông trong chiến dịch năm 1880. Tilden, tuy nhiên, đã không rõ ràng về sự sẵn sàng của mình để tham gia vào một chiến dịch khác, khiến một số đại biểu quay sang bỏ phiếu cho các ứng viên khác, trong khi những người khác vẫn trung thành với những người dẫn đầu cũ của họ.
Khi khai mạc đại hội, một số đại biểu ủng hộ Bayard, một thượng nghị sĩ bảo thủ, và một số người khác ủng hộ Hancock, một người lính chuyên nghiệp và anh hùng cuộc nội chiến. Còn những người khác ủng hộ những người mà họ coi là những người đại diện cho Tilden, bao gồm Henry B. Payne của Ohio, một đại diện luật sư và cựu, và Samuel J. Randall của Pennsylvania, Chủ tịch Hạ viện Hoa Kỳ. Vòng đầu tiên cuộc bỏ phiếu không có hồi kết. Trước khi vòng thứ hai, việc Tilden rút lui khỏi chiến dịch này được một số đại biểu biết và đổ dồn phiếu cho Hancock, người được đề cử. English, một chính trị gia bảo thủ từ một tiểu bang swing, đã được đề cử Phó Tổng thống. Hancock và English đã suýt bị thua trong cuộc đua với ứng viên đảng Cộng hòa James A. Garfield và Chester A. Arthur mùa thu năm đó.